# МЕТТА/Латвійський університет
МЕТТА (латис. Futbola klubs METTA) — латвійський футбольний клуб з міста Рига, заснований на початку 2007 року, за участю футбольної школи МЕТТА і Латвійського університету.

## Результати виступів
| Сезон  | Ліга       | Місце  | І   | В  | Н  | П   | Голи    | О   | Кубок       |
| ------ | ---------- | ------ | --- | -- | -- | --- | ------- | --- | ----------- |
| 2007   | Перша ліга | 4      | 30  | 18 | 7  | 5   | 67‒23   | 61  | 1/8 фіналу  |
| 2008   | Перша ліга | 5      | 28  | 13 | 9  | 6   | 43‒27   | 48  | 1/8 фіналу  |
| 2009   | Перша ліга | 6      | 26  | 13 | 6  | 7   | 47‒19   | 45  | 1/8 фіналу  |
| 2010   | Перша ліга | 5      | 22  | 10 | 6  | 6   | 42‒25   | 36  | 1/8 фіналу  |
| 2011   | Перша ліга | 1      | 24  | 17 | 5  | 2   | 61‒14   | 56  | 1/8 фіналу  |
| 2012   | Вища ліга  | 8      | 36  | 7  | 8  | 21  | 39‒82   | 29  | 1/8 фіналу  |
| 2013   | Вища ліга  | 9      | 27  | 4  | 7  | 16  | 15‒47   | 19  | 1/16 фіналу |
| 2014   | Вища ліга  | 9      | 36  | 3  | 7  | 26  | 26‒69   | 16  | 1/8 фіналу  |
| 2015   | Вища ліга  | 7      | 24  | 3  | 3  | 18  | 19‒56   | 12  | 1/4 фіналу  |
| 2016   | Вища ліга  | 7      | 28  | 8  | 6  | 14  | 32‒47   | 30  | 1/4 фіналу  |
| 2017   | Вища ліга  | 7      | 24  | 3  | 6  | 15  | 21‒46   | 15  | 1/4 фіналу  |
| Всього | Всього     | Всього | 305 | 99 | 70 | 136 | 412‒455 | 367 |             |

## Головний тренер
- Андріс Ріхертс (2007—2021)

## Рекорди клубу
- Найбільша перемога: 4:1 («Металург», 2012; «Єлгава», 2012), 3:0 («Гулбене», 2012).
- Найбільш поразка: 1:6 («Вентспілс», 2012), 0:5 («Сконто», 2012 (двічі), «Даугава» (Даугавпілс), 2012).